# Бёрджесс, Гай
Гай Фрэнсис де Монси Бёрджесс (англ. Guy Francis de Moncy Burgess, в СССР жил под именем Джим Андреевич Элиот; 16 апреля 1911, Девонпорт, Англия — 30 августа 1963, Москва, СССР) — британский аристократ, ведущий «Би-би-си», сотрудник контрразведки MI5 (1939—1941). С 1944 по 1951 год — сотрудник Министерства иностранных дел Соединённого королевства.
Являлся агентом советского НКВД (до 1954 года), КГБ СССР (1954—1963). Член Кембриджской пятёрки. Соратник Виктора Ротшильда.

## Ранние годы
Родился в 1911 году на юго-западе Англии, в городе Девонпорт, в аристократической семье Малкольма Кингсфорда де Монси Бёрджесса, офицера флота, и Эвелин Мэри Гилльман. Учился в Итонском колледже, потом по примеру отца в колледже «Британия» королевского военно-морского флота в Дартмуте.
Заявив родителям: «Слишком большая честь для королевского флота — заполучить к себе Гая Бёрджесса», вернулся в Итон, получив за научные успехи в изучении истории престижную премию Уильяма Гладстона.
По окончании школы, в 1930 году поступил  стипендиатом в Тринити-колледж Кембриджского университета и продолжил исторические исследования. Параллельно увлёкся марксизмом, став членом подпольной коммунистической группы—закрытого интеллектуального общества Кембриджские апостолы. В разговорах и спорах легко цитировал  Маркса. На третьем курсе он участвовал в студенческой забастовке в пользу обслуживающего персонала Тринити-колледжа, завершившейся  победой трудящихся. Он организовывал митинги и забастовки водителей городских автобусов и уборщиков улиц и сам принимал в них участие, что не мешало ему вести богемный образ жизни.
В 1934 году Гай Бёрджесс побывал сначала в Германии, а затем в Советском Союзе, желая, как он говорил, «своими глазами увидеть разницу двух систем, двух государственных устройств — советского и фашистского». Как раз 30 июня 1934 года в Германии произошла «ночь длинных ножей», когда эсэсовцы в борьбе за власть уничтожали недавних своих соратников — штурмовиков SA. А в СССР небольшую группу британских студентов познакомили с членом западного бюро Коминтерна Иосифом Пятницким и тогдашним теоретиком ВКП (б) Николаем Бухариным. Хотя британских студентов и не слишком впечатлило то, как живут люди в советской стране, Бёрджесс решил посвятить жизнь борьбе с фашизмом.
Заканчивая Тринити-колледж в Кембридже, Бёрджесс уже был знаком с другими участниками «Кембриджской пятерки». Филби и Маклейн характеризовали Бёрджесса как «очень способного и авантюрного малого, могущего проникнуть всюду». В январе 1935 года Гай познакомился со «Стефаном»—советским нелегалом Арнольдом Дейчем, прибывшим в Лондон под прикрытием научной миссии, и принял его предложение о сотрудничестве с советской разведкой. Бёрджессу был присвоен оперативный псевдоним «Медхен» (затем он был также и «Паулем», и «Хиксом»). В том же году Гай начал скрывать свои левые убеждения и вступил в Англо-немецкое братство — пронацистскую организацию, членом которой также являлся и Ким Филби.

## Дипломатическая служба и работа на советскую разведку
После окончания университета Гай обосновался в Лондоне и стал советником по финансовым делам матери Виктора Ротшильда, своего товарища по Тринити-колледжу. Затем занял должность парламентского ассистента у молодого и крайне правого парламентария, полковника  Джона Макнамары, члена Общества англо-германской дружбы. В результате он сумел существенно расширить круг знакомств и обзавёлся связями в высшем обществе Великобритании.
С 1936 по 1944 год работал на «Би-би-си». Выпускал программу The Week in Westminster. С 1939 по 1941 год работал также по совместительству в отделе пропаганды MI5. В 1944 году поступил на работу в Министерство иностранных дел Соединённого королевства.
В Лондоне Бёрджесс проживал на Честер-сквер, затем на улице Бентинк, где вместе с Энтони Блантом снимал квартиру у их общего друга по университету Виктора Ротшильда. Дом, принадлежащий барону Ротшильду, был известным центром богемной жизни Лондона во время войны. Хотя Бёрджесс и Блант оба были гомосексуалами, Блант утверждает в своих мемуарах, что в их отношениях не было «ничего сексуального». Бёрджесс 14 лет прожил с Джеком Хьюитом, с которым познакомился осенью 1936 года в баре на Стрэнде, The Bunch of Grapes, когда тот приехал искать работу танцора в лондонских театрах. Хьюит был младше Бёрджесса на 6 лет.
В 1947 году направлен в Вашингтон вторым секретарем посольства Его Величества.
В марте 1951 года встретился с Майклом Стрэйтом в Вашингтоне. Тогда же Филби предупредил Бёрджесса и Доналда Маклейна, что они под подозрением и, скорее всего, будут раскрыты в ближайшее время (Проект «Венона»).

## Выезд из Англии в СССР
В мае 1951 года оба покинули Англию и были переправлены советским резидентом Юрием Модиным в СССР. По первоначальному плану, Бёрджесс должен был лишь сопроводить Маклейна до Швейцарии и вернуться в Лондон, но он нарушил этот план и уехал дальше. По распоряжению главы МГБ СССР С. Д. Игнатьева «в целях безопасности»  Бёрджесс и Доналд Маклейн были отправлены в закрытый для посещения иностранцев город Куйбышев.
В 1956 году Бёрджессу разрешили поселиться в Москве, он получил паспорт на имя Джима Андреевича Элиота. В августе того же года в Москву приезжал Том Дриберг, чтобы взять у Бёрджесса интервью.
В 1958 году в Москве он встретился с английской актрисой Кэрол Браун. Этому событию была посвящена книга драматурга Аллана Беннета, по мотивам которой в 1983 был снят для британского ТВ фильм "Англичанин за границей". Кэрол Браун сыграла там саму себя. В роли Берджесса снялся Алан Бейтс. В британском сериале «Шпион среди друзей» / «A Spy Among Friends» в роли Берджесса — Томас Арнольд.

## Смерть
Бёрджесс не освоился с жизнью в СССР, злоупотреблял алкоголем и в 1963 году умер от атеросклероза и поражения печени. В соответствии с последней волей покойного, урна с его прахом была передана родственникам в Великобританию. Похоронен на кладбище церкви Святого Иоанна Богослова в Вест Меон.